# Penyal d'Alger
El penyal d'Alger fou una posició fortificada espanyola que dominava la ciutat d'Alger, i fou possessió dels espanyols del 1510 al 1529.
La ciutat d'Alger, abans de ser presa pels espanyols, va acceptar pagar tribut a Espanya el 1510 i va entregar l'illot que dominava l'entrada al port. L'illot, llavors anomenat Beni Mezrena fou ocupat per l'almirall Diego de Vera, i s'hi va construir una fortalesa amb materials i treballadors subministrats per la ciutat (1511)
El 22 de gener de 1516 va morir el rei d'Aragó Ferran el Catòlic i els habitants d'Alger van pensar a alliberar-se de l'amenaça que suposava la presència castellana i aragonesa al penyal d'Alger (ocupat el 1510) i van cridar al corsari grecoturc Arudj que era a Djidjelli i disposava de canons i vaixells. L'emir local dels Banu Ziyyad o Ziyyadites Abu-Abd-Al·lah V (1504-1517) va fugir i els espanyols que eren a terra es van refugiar al penyal d'Alger, un illot fortificat davant la ciutat; es va enviar una petició d'ajut a Carles I (V emperador); el bombardeig d'Arudj sobre el penyal no va obtenir resultat i ja s'acostava la flota enviada des de la península Ibèrica. A més els turcs es comportaven a Alger com en país conquerit i els habitants d'Alger dirigits per Salim al-Tumi, van voler desfer-se dels pirates.
Però Arudj es va anticipar, va fer matar Salim i va agafar el poder a la ciutat; la flota enviada en socors no va aconseguir expulsar els germans d'Alger, un desembarcament el dia 30 de setembre dirigit per Diego de Vera va fracassar; i Arudj consolidat es va declarar llavors sultà d'Alger conquerint a més els territoris de Miliana, Medea i Tenes.
Dels territoris orientals en va donar el govern al seu germà Khair ed-Din Barba-rossa amb seu a Dellys. Arudj va morir en lluita contra els espanyols la tardor del 1518 i tot el poder va passar al seu germà.
Fou Khayr al-Din Barba-roja el que va finalment el maig de 1529 va destruir la fortalesa amb l'artilleria, deixant només dues torres; va quedar ocupada el 27 de maig i els espanyols que no van morir foren reduïts a l'esclavatge. Molts cristians van haver de participar en la construcció d'una barrera que va ser l'inici del nou port de guerra, entre l'illa i la ciutat (200 metres de llarga i 4 metres d'altura).